# Funktelegramm

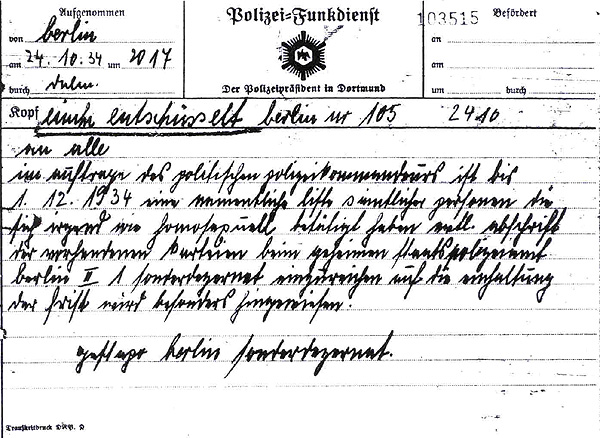
Funktelegramm der Dortmunder Polizei (1934).

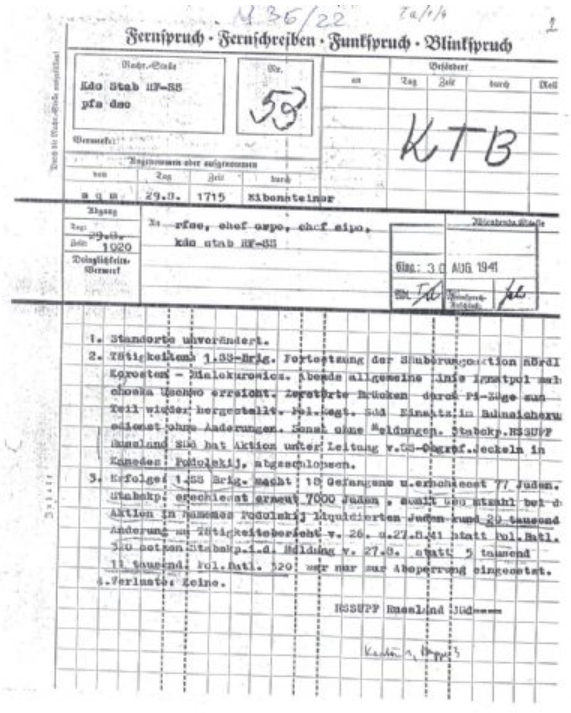
Funktelegramm aus dem Zweiten Weltkrieg (1941).

Grußtelegramm (1949)

Funktelegramm (kurz FT), auch Radio-Telegramm (englisch radiogram), war ein hauptsächlich vor und während des Zweiten Weltkriegs benutzter Fachbegriff für ein Telegramm, also eine formgebundene schriftliche Nachricht, die mithilfe der Funktechnik im Funkverkehr telegrafisch übermittelt („gefunkt“) wurde.
Die im Englischen übliche Abkürzung für ein Funktelegramm lautet W.T. (von: Wireless Telegraphy, „drahtlose Telegrafie“). Radiogramme wurden von der American Radio Relay League (ARRL) im nordamerikanischen Amateurfunkdienst übermittelt. Sie sind eine spezielle Form eines Funktelegramms.
In diesem Sinne wurde das Wort noch bis gegen Ende des 20. Jahrhunderts benutzt. Heute wird mit Funktelegramm hingegen ein zumeist kurzes per Funk automatisch übermitteltes Datenpaket bezeichnet.
Im Gegensatz dazu versteht man unter einem Funkspruch eine meist kurze und nach gewissen Regeln im Sprechfunk, also telefonisch – und nicht telegrafisch – übermittelte Nachricht.

## Geschichte
Verwendet wurde dieser Begriff früher hauptsächlich im Seefunk, also beispielsweise zur Kommunikation zwischen einer Küstenfunkstelle, wie Norddeich Radio, und einem auf Hoher See befindlichen Wasserfahrzeug.
Das erste bezahlte Funktelegramm der Geschichte wurde im Jahr 1898 durch die im Jahr zuvor von Guglielmo Marconi (1874–1937) gegründete Wireless Telegraph and Signal Company gesendet. Es wurde für Lord Kelvin von der Isle of Wight nach Bournemouth verschickt.
Ebenfalls noch vor dem Ersten Weltkrieg sendeten Passagierschiffe, wie beispielsweise die Titanic, für wohlhabende Passagiere per Morsecode mithilfe der an Bord befindlichen Funktechnik eine Vielzahl von privaten Grußtelegrammen.
Dreißig Jahre später, auf dem Höhepunkt des während des Zweiten Weltkriegs im Atlantik stattfindenden U-Boot-Kriegs, setzten die dort operierenden deutschen U-Boote auf Kurzwelle laufend FTs ab, um ihre Positionen an den Befehlshaber der U-Boote (BdU) zu übermitteln. Im Gegensatz zu zivilen Funktelegrammen, bei denen zumeist der „offene Wortlaut“ gesendet wurde, waren solche militärischen FTs verschlüsselt. Die Kriegsmarine nutzte hierzu Schlüsselmaschinen wie die Enigma‑M.

## Moderne
Darüber hinaus fand und findet der Begriff mit unterschiedlicher Bedeutung auch Verwendung auf anderen Gebieten. Heutzutage meint man damit häufig ein codiertes Datenpaket, das per Funk übermittelt wird (siehe auch: Modbus). Ein alltägliches Beispiel sind Autoschlüssel, mit denen Türen fernbedient geöffnet und verschlossen werden können oder das Fahrzeug gestartet wird.
Weitere Beispiele finden sich in der Bahnbetriebstechnik. Seit den 1960er Jahren gibt es sogenannte Funkloks. Das sind Lokomotiven, bei denen Informationen zwischen Strecke und Lok mithilfe von Funktelegrammen ausgetauscht werden können.
Im Gegensatz zur Eisenbahn stellen Straßenbahnen ihre Weichen selbst. Dazu sendet das Fahrzeug ein Funktelegramm an die Weichensteuerung.
Im Bereich der Gebäudeautomatisierung werden die kurzen, per Funk übermittelten Steuer- oder Sensordaten beim EnOcean-Protokoll ebenfalls als Funktelegramme bezeichnet.

## Beispiel
Als authentisches Beispiel für ein militärisches Funktelegramm kann das von Kapitänleutnant Hartwig Looks, Kommandant des U-Boots U 264, gesendete FT dienen. Es wurde am 19. November 1942 mit einer Enigma-M4 verschlüsselt und als Geheimtext per Morsecode an den BdU gesendet.
```
FCLC QRKN NCZW VUSX
PNYM INHZ XMQX SFWX
WLKJ AHSH NMCO CCAK
UQPM KCSM HKSE INJU
SBLK IOSX CKUB HMLL
XCSJ USRR DVKO HULX
WCCB GVLI YXEO AHXR
HKKF VDRE WEZL XOBA
FGYU JQUK GRTV UKAM
EURB VEKS UHHV OYHA
BCJW MAKL FKLM YFVN
RIZR VVRT KOFD ANJM
OLBG FFLE OPRG TFLV
RHOW OPBE KVWM UQFM
PWPA RMFH AGKX IIBG
FCLC QRKM
```

Der obige Geheimtext konnte im Jahr 2006 entziffert werden.
Rohtext (mit Chiffrier-, Übertragungs- und Tippfehlern)
von von j looks j hff ttt eins eins drei zwo yy qnns neun inhalt xx
bei angriff unter wasser gedrueckt y wabos x letzter gegnerstand
nul acht drei nul uhr marqu anton jota neun acht seyhs drei y
zwo zwo nul grad y acht sm y stosse nach x
ekns vier mb faellt y nnn nnn ooo vier y sicht eins null
Aufbereiteter Klartext
Von Looks:
FT 1132/19 Inhalt:
Bei Angriff unter Wasser gedrückt, Wasserbomben.
Letzter Gegnerstand 08:30 Uhr Marinequadrat AJ  9863 [entspricht 51°33’N, 41°35’W],
Kurs 220 Grad, Geschwindigkeit 8 Seemeilen pro Stunde. Stoße nach.
Luftdruck 14 Millibar fallend, Wind aus NNO Stärke 4, Sichtweite 10 Seemeilen.